# The Skinny
The Skinny – bezpłatny brytyjski miesięcznik ukazujący się w formie drukowanej oraz cyfrowej, poświęcony wydarzeniom kulturalnym, w tym muzyce, filmowi i festiwalom. Serwis był notowany w rankingu Alexa na miejscu 608071.

## Historia i profil
The Skinny rozpoczął działalność w październiku 2005 roku, kiedy grupa dziesięciu wolontariuszy postanowiła stworzyć bezpłatny magazyn, który miał być miejscem prezentowania wydarzeń kulturalnych z Edynburga i Glasgow oraz promocji artystów. Po roku nakład miesięcznika sięgnął 25 tysięcy egzemplarzy miesięcznie, a w kolejnym roku rozpoczęto dystrybucję magazynu w Dundee.
W 2009 roku magazyn pojawił się jako strona internetowa, theskinny.co.uk. Kolejne lata poświęcono na udoskonalenie funkcjonowania strony, a na przełomie lat 2011/12 uruchomiono stronę mobilną.
W kwietniu 2013 roku rozszerzono działalność The Skinny na Manchester i Liverpool dostarczając na rynek 22 tysiące egzemplarzy. The Skinny był wówczas trzecim co do wielkości magazynem poświęconym sztuce i kulturze w Wielkiej Brytanii. Nadzór nad działalnością nowej redakcji objęła ówczesna redaktorka naczelna The Skinny w Szkocji, Rosamund West, ale, według jej słów, inicjatywa w tworzeniu dziennikarstwa kulturalnego w tych miastach miała spoczywać w rękach nowej grupy redaktorów działów zajmujących się muzyką, filmem, jedzeniem, teatrem, sztuką, klubami i innymi dziedzinami. Również w 2013 roku magazyn The Skinny wziął udział w przedsięwzięciu The Future 40, zainicjowanemu przez niezależnego wydawcę, Canongate, a mającym na celu stworzenie listy 40 szkockich pisarzy i poetów, którzy według wydawnictwa mieli dominować przez następne 40 lat twórczego życia w Szkocji. Na ostatecznej liście (ogłoszonej we wrześniu) znaleźli się obok pisarzy i poetów również scenarzyści, filmowcy i artyści.
W 2015 roku (po 10 latach działalności) The Skinny zatrudniał 16 pełnoetatowych i 6 niepełnoetatowych pracowników, wraz z zespołem 20 redaktorów sekcji i 350 współpracowników. Liczba egzemplarzy drukowanych w północno-zachodniej części Wielkiej Brytanii wyniosła 63 tysiące, w tym w Szkocji 35 tysięcy.
W marcu 2020 roku The Skinny zawiesił produkcję wersji drukowanej z powodu pandemii koronawirusa postanawiając jednocześnie wydawanie go jako publikacji online przy zmniejszonej liczbie pracowników. W kolejnych miesiącach postanowiono jednak wznowić wydawanie magazynu w formie drukowanej. Zwrócono się w tym celu do sympatyków o finansowanie społecznościowe. Zebrane pieniądze zamierzano przeznaczyć na opłacenie pracowników magazynu, freelancerów i ilustratorów, sfinansowanie druku i dystrybucji fizycznego wydawnictwa oraz utrzymanie bezpłatnej obecności The Skinny w sieci. Do 13 sierpnia 2020 roku w ciągu 28 dni udało się zebrać 16190 funtów od 640 wspierających. Poinformowano przy okazji, że od 2005 roku zostało opublikowanych 175 całkowicie bezpłatnych miesięczników, wypełnionych relacjami z występów zespołów, z wystaw, premier książek i filmów, festiwali i innych wydarzeń, których The Skinny był również organizatorem. Współpracował przy tym z licznymi początkującymi pisarzami, fotografami i ilustratorami.